# Келтска харфа
Келтска харфа, позната и као ирска харфа је музички инструмент традиционалан код народа северозападне Европе код којих су опстали келтски језици и културно наслеђе. Аутохтона је у Ирској, Велсу, Шкотској и Британији. Као и велика или педална харфа и келтска харфа је инструмент са жицама који захтева велику вештину и дуго вежбање. Некада је био повезан са галском владајућом класом. Појављује се на ирским и британским кованицама, грбу Републике Ирске, Монсерата, Уједињеног Краљевства и Канаде, као и на застави Монсерата.
Данас постоји неколико типова харфе, али се у класичној музици користе само педална или велика харфа и келтска или мала харфа.
Године 2019. уметност и вештина свирања харфе у Ирској уврштена је на Унескову листу ематеријалног културног наслеђа човечанства.

## Историја
Рана историја харфе троугластог облика у Европи је спорна. Први инструмент повезан са традицијом харфе у галском свету био је познат као круит (енг. cruit). Ова реч је можда првобитно описивала другачији жичани инструмент, који личио на велшки крат (енг. crwth), стари инструмент налик лири.
На острву Скај пронађен је зарезан комад дрвета за који неки научници верују да је део моста лире из гвозденог доба и да датира око 300. године пре нове ере. Ако се ово испостави као тачно, онда ће то бити најстарији преживели фрагмент неког музичког инструмента пронађен на тлу Европе вестерна, иако су слике грчких лира много старије.
Најранији описи европске троугласте харфе, односно харфе са предњим стубом налазе се на цртежима уклесаим на пиктским каменовима из 8. века. Познато је да су жице на пиктским харфама биле од коњске длаке. Од Пикта је инструмент стигао на југ, до Англосаксонаца који су обично користили жице израђене од животињских црева, а затим на запад до Келта са Шкотског горја и до Ирске. До данас постоји укупно тринаест приказа било ког троугластог кордофонског инструмента из Европе старијих од 11. века, а дванаест их долази из Шкотске.
Најраније ирски подаци о жичаним инструментима потичу из 6. века. Племство тог времена веома је ценило свираче таквих инструмената. Рани ирски закон из 700. године нове ере прописује да бардови (песници) и свирачи на харфи на банкетима требала да седе са племством, а не са обичним забављачима. Још један жичани инструмент из овог доба био је <i>тиомпан</i> (енг. tiompán), највероватније нека врста лире. Упркос многим доказима о постојању жичаних инструмената у Ирској, ниједан запис не описује како су ти инструменти изгледали, или како су се круит и тиомпан разликовали један од другог.
На западној обали Шкотске у ирском контексту јављају се само два четвороугаона жичана инструмента, а обе резбарије датирају две стотине година после пиктских. Први прави прикази ирске троугласте харфе појављују се тек крајем 11. века у реликвијару, а у 12. веку на камену.
Ране слике келтске харфе нису уобичајене у шкотској иконографији, али на једном надгробном споменику у Шкотском горју, који датира око 1500. године, приказана је једна са типично великом звучном кутијом, украшеном келтским мотивима. Ирска реликвија која датира око 1100. године и јасно приказује краља Давида са троугластом харфом.
До данас су сачуване четири аутентичне харфе настале пре 16. века, а три од њих су келтског порекла. Једна се чува на Тринити колеџу у Даблину, док се друге две, а једна од њих је харфа краљице Мери чувају у Националном музеју Шкотске, у Единбургу. Обе су примери мале харфе ниске главе и дуго се веровало да су направљене од граба, дрвета које није пореклом из Шкотске или Ирске. Ова теорија је оповргнута 2015. године. Све три харфе датирају из 15. века и верује се да су можда у Аргилу у западној Шкотској.
Једна од највећих и најкомплетнијих колекција музике за харфу потиче из 17–18. века и дело је Турлока О’Каролана, слепог ирског путујућег харфисте и композитора. До данас је сачувано најмање 220 његових композиција.

### Карактеристике и функција
Што се тиче израде, ирска и шкотска харфа могу се генерално сматрати истима. Главна карактеристика су металне жице. Историјски извори помињу различите врсте жица, укључујући месингане и гвоздене, а неки научници такође заговарају употребу сребра и злата. Жице су биле причвршћене за масивну звучну кутију која је исклесана од једног комада дрвета, обично од врбе, иако су у постојећим харфама идентификоване и друге врсте дрвета, између осталих јова и топола. Ове харфе имају ојачани закривљени стуб и масивни врат, бочно ојачан дебелим месинганим тракама. Жице, које се обично свирају ноктима, производиле су јасан звонак звук. Ова врста харфе је такође јединствена међу једноредним троугластим харфама по томе што су прве две жице подешене на средини скале биле постављене на исту висину.

### Техника свирања
Сматра се да је свирање келтске харфе некада било изузетно тешко. Због дуготрајне резонанције извођач је морао да пригуши жице које су управо одсвиране, истовремено док окида следеће, и то при брзом свирању. За разлику од уобичајене савремене праксе, лева рука је свирала високе тонове, а десна ниске. Некада се сматрало да са учењем свирања на харфи треба почети најкасније са седам година, међутим најбољи савремени харфисти су доказали да се ово умеће и вештина може постићи и у каснијим годинама.

### Друштвена улога и опадање популарности
Током средњовековног периода жичана харфа била је популарна широм келтских територија, од северног горја и западних острва Шкотске до југа Ирске. Међутим, келтски народи Шкотске и Ирске, иако су задржали блиске везе, већ су у 16. веку показивали извесне разлике у језику, музици и друштвеној структури.
У Ирској је харфа била аристократски инструмент, а харфисти су уживали висок друштвени статус који је био и озакоњен. Покровитељство харфиста усвојили су Нормани и британски насељеници у Ирској до касног 18. века, иако је њихов положај у друштву увелико смањен увођењем енглеског класног система.
Забележена су имена неколико последњих чувених харфиста од средине 17. до средине 18. века.
Средином осамнаестог века виолери (гуслачи) су заменили харфисте, што је можда последица све већег утицаја шкотске културе у келтском свету.

## Оживљавање
Почетком 19. века, још док је стара келтска традиција изумирала, у Ирској је развијена нова харфа. Направио ју је Џон Еган, произвођач педалних харфи из Даблина.
Нова харфа је била мала и закривљена као њене претходнице, али је имала жице од животињских црева и полутонски механизам попут педалне харфе, а њена звучна кутија је била лакша. Крајем 19. века слична нова харфа постала је популарна у Шкотској као део келтског културног препорода.
Данас је обновљено интересовање за харфу са металним жицама. Израђују се реплике и истражују древне технике свирања и терминологије. Значајан догађај у оживљавању келтске харфе је Међународни фестивал харфе у Единбургу, који се одржава сваке године од 1982. године и укључује уметничке наступе и наставне радионице.

## Келтска харфа данас
Данас се у класичној музици користе се келтска и педална харфа. Разлика између келтске и педалне харфе је у величини (келтска харфа је мања), броју жица и начину мењања тоналитета: педална харфа има 7 педала које се управљају ногама док келтска има такозване прештимаче који се подижу и спуштају руком. Учење свирања на харфи обично се започиње управо на келтској харфи. Уместо некадашње харфе исклесане од једног комада врбе и са металним жицама, већина савремених харфи се прави од разних врста тврдог дрвета, са жицама од животињских црева или пластике, а уместо ноктима свирају се врховима прстију.
Келтстка харфа, или популарно мала харфа, висине је од 80 до 140 cm. Зависно од модела има између 22 и 38 жица. Тежине је од 5,5 до 15 кг. Жице су обојене су у три различите боје: црвену, плаву и жуту. На црвеним жицама добија се тон Ц, на плавим Ф, док се остали тонови добијају на жицама жуте боје. Како би се повисила или снизила висину појединог тона уграђени су прештимачи (називају се још и кукице или квачице), чијим померањем се жица скраћује, а тон повисује за пола степена. Кукице се налазе на врату харфе и могу се дохватити левом руком. Након вибрације жице звук се производи у резонантној кутији. Задња страна резонантне кутије има неколико правилно распоређених отвора који омогућавају уметање жица кроз резонантну плочу која се налази с горње стране резонантне кутије.

## Уметност и вештина свирања харфе у Ирској
Келтска харфа је уско повезана са келтском културом, како средњовековном тако и модерном. Кроз историју је играо важну улогу у друштву, култури, политици и религији Келта и наставља да то чини и данас. Свирање на харфи је један од централних елемената идентитета народа Ирске. Национални је симбол Ирске, где се свира више од 1000 година и слави се у ирској митологији, фолклору и књижевности. Харфу најчешће свирају жене деца, док су мушкарци харфисти нешто ређи. Свирање се учи једнако по слуху и по нотама.
Савремени харфисти сачували су стари репертоар и обезбедили његов континуитет, не запостављајући модерне стилове, а савремени харфисти који свирају на раним харфама са металним жицама су носиоци драгоценог музичког наслеђа. У другој половини 20. века дошло је до великог оживљавања интересовања за свирање харфе, захваљујући све већем уважавању улоге харфе у ирском идентитету, језику и култури. Данас у Ирској има око 1.500 харфиста и тај број стално расте. Године 2019. ирска уметност и вештина свирања харфе уврштена је на Унескову листу ематеријалног културног наслеђа човечанства
Осим на грбу, ирска влада одлучила се за јединствен национални дизајн свих апоена ирских кованица евра. На њима је, на реверсу, приказана келтска харфа, традиционални симбол Ирске, украшена годином издања и натписом „Éire” - називом за Ирску на ирском језику.